# Ханон Морепловац
Ханон Морепловац је био картагински истраживач око 450. п. н. е.

## Етимологија
Назива се Морепловац, да би се разликовао од осталих Картагињана са истим именом, од којих је био најпознатији Ханон Велики.

## Експедиција
Картагина је послала Ханона Морепловца да колонизује западну обалу Африке. Предводио је флоту, у којој је било 60 бродова. Прошао је кроз Гибралтар и основао је или поново населио седам колонија дуж афричке обале Марока. Истраживао је значајно даље дуж афричке обале. На острву, које је било крајња тачка његовог путовања нашао је, како је рекао „длакаве жене“. Покушаји да ухвате мужјаке нису успели, тако да су ухватили само три женке. Биле су толико опасне да су их морали убити. Преводиоци су им рекли да се зову гориле.
Основни извор у коме се описује Ханонова експедиција је грчки превод, који се зове Перипус. Грци су превели Ханонов опис путовања, које је овај оставио у храму хроноса. Пуни назив превода је Путовање Ханона, команданта Картагињана, око обала Либије иза хераклеових ступова, које је он оставио у хроносовом храму. За то дело знали су Плиније Старији и Аријан.

## Новије претпоставке о Ханоновом путу
Харден тврди да постоји консензус да је Ханон дошао до Сенегала. Постоји могућност да је дошао и до Гамбије. Због недостатка података, постоје и они који тврде да је дошао до Сијера Леонеа, Камеруна или Габона.

## Ране феничанске експедиције око Африке
Херодот је забележио да је једна феничанска експедиција у време фараона Нехоа II (606-593. п. н. е.) опловила око Африке. Феничани су кренули из Црвеног мора и вратили се око Африке кроз Гибралтар. Херодот је ту причу споменуо, али сматрао је да тврдње Феничана нису тачне, јер су причали да је Сунце било северно од њих кад су се удаљили. Херодот је то сматрао нетачним и зато невероватним. Међутим баш та тврдња да је сунце на северу уверава како Харден тврди , многе научнике да прихвате теорију да су Феничани опловили Африку око 600. п. н. е.